# Villa Aigue-Marine
La villa Aigue-Marine, bâtie en 1910 selon des plans dus à l'architecte parisien Henri Deglane, est située à Royan, en France.
Elle a été inscrite au titre des monuments historiques en 2018.

## Situation
La villa Aigue-Marine est située à Royan, au 100 boulevard Frédéric-Garnier, voie qui longe la plage de la Grande-Conche.

## Historique
En 1910, Léon Lehmann junior fait bâtir la villa Aigue-Marine dans le quartier du Parc, boulevard Saint-Georges — devenu ensuite le boulevard Frédéric-Garnier — d'après les plans de l'architecte Henri Deglane (1855-1931). De dimensions imposantes, cette villa  est rapidement surnommée « le Petit Chambord sur Mer ». Elle est ensuite vendue en 1924 à Albert Willemetz, auteur de livrets d'opérettes, qui y invite ses amis du « Tout-Paris culturel », notamment son ami d'enfance Sacha Guitry, accompagné de sa femme Yvonne Printemps. En 1934, la villa est achetée par la famille Quillery. En janvier et avril 1945, lors des bombardements de Royan, le bâtiment reste intact. L'édifice étant devenu trop vaste pour la famille Quillery, celle-ci se sépare de la villa en 1958 ; l'immeuble est loti en dix appartements.

## Architecture
De dimensions imposantes afin de pouvoir y « recevoir famille et amis », l'édifice présente de très nombreuses fenêtres et au nord, une tour d'angle surmontée d'un clocheton.

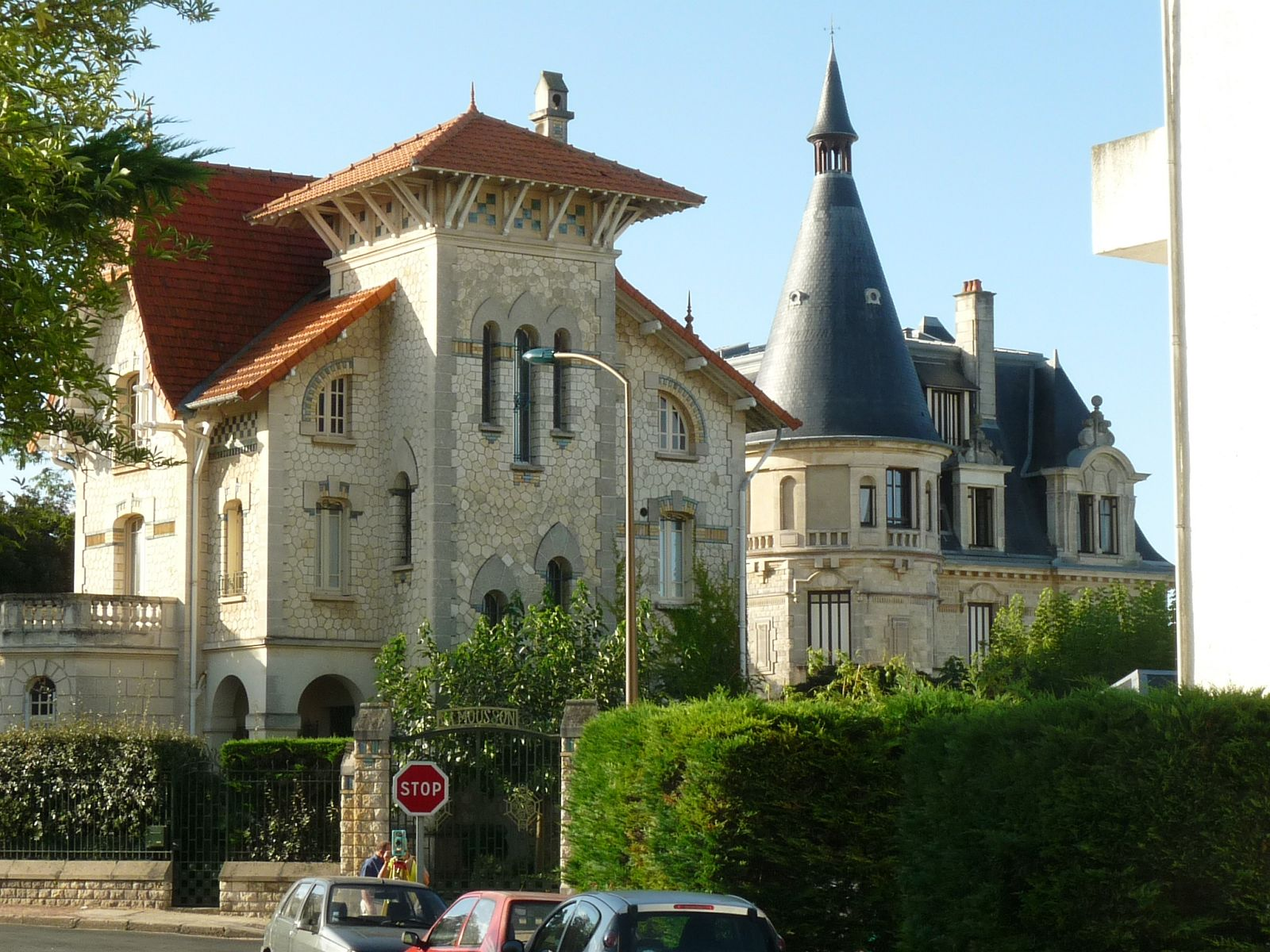

## Protection
La villa, le jardin, les grilles et clôtures sont inscrits au titre des monuments historiques par arrêté du 25 octobre 2018.